# Wilfried Domoraud
Wilfried Domoraud (Maisons-Alfort, 18 agosto 1988) è un calciatore francese, attaccante del Mauerwerk.

## Carriera
Nato a Maisons-Alfort, Val-de-Marne, Domoraud fece il primo contratto ufficiale per il club francese del AS Nancy, ma è apparso solo per la loro squadra B. Dopo aver segnato una tripletta per la squadra riserve dello Yeovil Town ha debuttato in prima squadra, quando è entrato da sostituto nella vittoria contro il Brighton & Hove Albion per 2-1.
Domoraud è stato mandato in prestito per un mese al Weymouth nel gennaio 2008. È apparso in quattro partite di campionato per il club nel mese di gennaio, così come delle partite in FA Trophy. Pur avendo ottenuto cinque presenze totali per il club, non è riuscito a ottenere una valutazione durante il periodo in prestito. È stato ceduto in prestito di nuovo il 13 febbraio 2008, questa volta al Weston-super-Mare. Il prestito è stato poi prorogato fino alla fine della stagione 2007-08, dove segno' cinque gol.
È stato rimandato a Yeovil nel mese di luglio, prima di firmare per il Woking su un affare non contratto il 1º settembre 2008 a seguito di una trattativa. Ha firmato un contratto con il Woking nel mese di ottobre. Il presidente Phil Gilchrist ha valutato Domoraud ad un prezzo di £ 250.000 durante la finestra di mercato di gennaio del 2009, dato l'interesse di altri club. La sua prima tripletta ufficiale per il Woking è venuta il 31 gennaio 2009, quando il Woking batté il Northwich Victoria 4-1 al Kingfield Stadium. Il suo primo hat trick è stato per le riserve dello Yeovil nella stagione 2007-08. Egli ha ri-firmato per il Woking il 1º ottobre 2009. Ha fatto il suo debutto in una vittoria per 2-0 contro il Chelmsford City, segnando la rete del vantaggio.